# Adelges karafutonis
Adelges karafutonis är en insektsart. Adelges karafutonis ingår i släktet Adelges och familjen barrlöss. Inga underarter finns listade i Catalogue of Life.